# Ramnagar
Ramnagar là một thành phố và là một khu vực quy hoạch (notified area) của quận Pashchim Champaran thuộc bang Bihar, Ấn Độ.

## Địa lý
Ramnagar có vị trí 27°10′B 84°19′Đ / 27,17°B 84,32°Đ Nó có độ cao trung bình là 85 mét (278 feet).

## Nhân khẩu
Theo điều tra dân số năm 2001 của Ấn Độ, Ramnagar có dân số 38.549 người. Phái nam chiếm 53% tổng số dân và phái nữ chiếm 47%. Ramnagar có tỷ lệ 48% biết đọc biết viết, thấp hơn tỷ lệ trung bình toàn quốc là 59,5%: tỷ lệ cho phái nam là 57%, và tỷ lệ cho phái nữ là 38%. Tại Ramnagar, 19% dân số nhỏ hơn 6 tuổi.